# 新野站 (德島縣)
新野站（日语：／ Aratano eki */?）是一位於日本德島縣阿南市新野町信里、隸屬於四國旅客鐵道（JR四國）的鐵路車站。車站編號為M16。本站除停靠普通列車外，過往也停靠2班特急「室戶」列車。因附近設有高校，因此乘客而學生為主，平均乘車人數比鄰站、特急全停的桑野站還多。

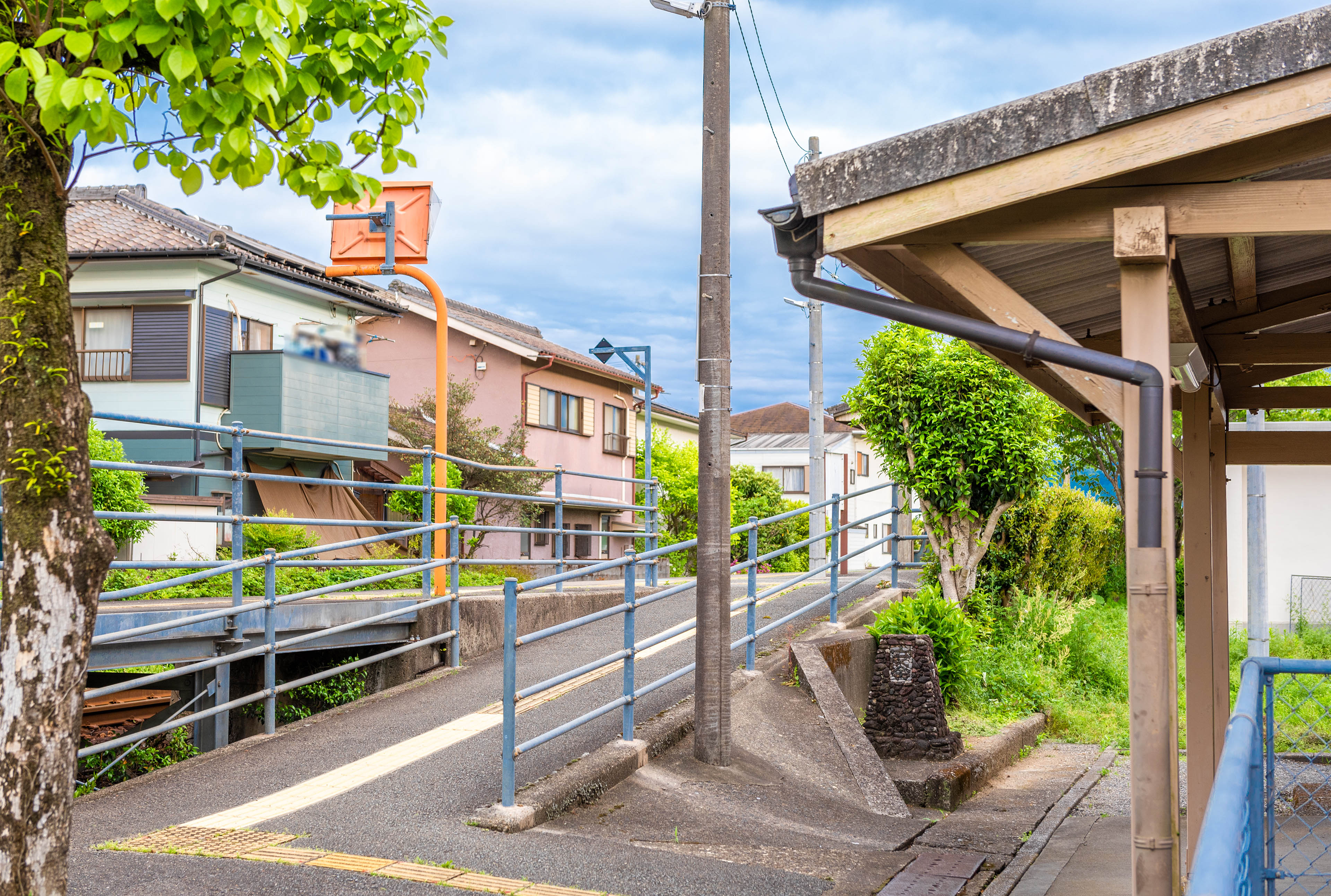
月台入口(2022年4月)

## 車站結構
設有木製單層站舍1座，車站出入口位於旁邊，而非一般站舍位於正前方。內有候車大堂及自動售票機，無人化後，站務員的窗口被圍板所封。現時變成儲物室。
從月台上的有蓋候車亭設計，可以看到本站跟阿波福井站一樣，本站原設有島式月台1個，可提供1面2線的配置，但因業務清閒，近站舍一邊的路軌被拆去，變成為列車不能交換的側式月台1個，有效長度為4輛。在向阿波福井站方向有一小段較矮的月台，現時已被圍杆所封閉，不能進入。被拆路軌一邊的月台,部份的邊沿被混凝土修整為斜台，而向桑野站方向的末端則加裝斜道。其餘的則改為種植植物。

### 月台配置
| 路線    | 方向 | 目的地             |
| ------- | ---- | ------------------ |
| ■牟岐線 | 上行 | 德島方向           |
| ■牟岐線 | 下行 | 牟岐、阿波海南方向 |

## 歷史
- 1937年6月27日：開業。
- 1987年4月1日：日本國鐵分割民營化，車站的營運由JR四國繼承。
- 2025年3月15日：隨特急列車取消，改為只停靠普通列車。

## 相鄰車站
四國旅客鐵道（JR四國）
■牟岐線
■普通
桑野（M15）－新野（M16）－阿波福井（M17）

## 外部連結
- JR四國新野站 （页面存档备份，存于）